# Біржа праці
Бі́ржа пра́ці — підприємство, яке надає спеціалізовані послуги із працевлаштування громадян на ринку робочої сили (ринку праці).
На біржі праці здійснюється реєстрація безробітних, їх працевлаштування. Вона виступає посередником між робітниками та роботодавцями в процесі найму на роботу, сприяє забезпеченню підприємств трудовими ресурсами.

## Історія
Одне з найдавніших згадок про державне агентство зайнятості було в 1650 році, коли Генрі Робінсон запропонував «Офіс адрес та зустрічей», який би пов’язував роботодавців із працівниками. Британський парламент відхилив цю пропозицію, але він сам відкрив такий бізнес, хоча проіснував він недовго.

## Біржі праці в СРСР у період непу
Біржі праці в СРСР були утворені навесні 1922 року, коли Народний комісаріат праці СРСР реорганізував центральний відділ розподілу робочої сили у відділ ринку праці, а його місцеві органи – в біржі праці.
Біржі праці контролювали радянські, державні і господарські органи, а також представники профспілок. На біржі праці було покладено організацію та управління ринку робочої сили; навчання та перепідготовка безробітних; реєстрація незайнятого населення; залучення безробітних до праці; вивчення пропозицій та попиту на працю; організація громадських робіт; ведення каталогів, звітності тощо.
Біржі праці були фактичними монополістами на ринку праці. Громадяни для отримання місця роботи, повинні були спочатку зареєструватися на біржі праці, на роботу направлялися при надходженні заявок від підприємств. Поза біржею влаштуватися на роботу могли тільки працівники вищої кваліфікації, керівники підприємств, начальники залізниць, відділень, трестів, начальники портів, старші й головні бухгалтери, завідувачі навчальних закладів тощо
У жовтні 1930 року наркомат праці СРСР ухвалив постанову «Про негайне направлення безробітних на роботу і про припинення виплати їм грошової допомоги». Статус безробітних був ліквідований, тому біржі праці з листопада 1930 року були реорганізовані у відділи кадрів.